# Luís de Brito Freire
Luís de Brito Freire (m. 1707) foi um militar português que exerceu o cargo de governador de Moçambique entre 1706 e 1707. É sabido que consertou a cisterna da fortaleza de São Sebastião, que estava arruinada à época, e deu seguimento na ereção do fortim de São Lourenço da Ilha de Moçambique.